# Nakajima Satoru F-1 Hero
Nakajima Satoru F-1 Hero (中嶋悟 F-1 Hero?) (conocido en Norteamérica como Michael Andretti's World GP) es un videojuego de carreras desarrollado por Human Entertainment lanzado para la Family Computer en 1988. Fue protagonizada por el piloto de Fórmula 1 japonés Satoru Nakajima o por el piloto de IndyCar estadounidense Michael Andretti (según la versión) y contó con el calendario completo de dieciséis carreras del circuito del Campeonato Mundial de Fórmula 1 de la FIA (aunque el propio Andretti sólo competiría en la Fórmula 1 en la temporada de 1993).
"F-1 Hero" fue único en el sentido de que se desvió de la mayoría de los juegos de carreras de consola de su época. En lugar de ser un juego de conducción de estilo arcade (como Rad Racer o Al Unser Jr.'s Turbo Racing), F-1 Hero más se parecía mucho a un juego de carreras al estilo de simulación. Fue el primer juego de carreras de NES en presentar un campo completo de conductores de la vida real (aunque todos menos los protagonistas tenían seudónimos), y describieron con bastante precisión los dieciséis circuitos en el calendario de Fórmula 1. Se ofrecieron cuatro autos diferentes en el juego, sin embargo, no había configuraciones de autos en el juego, una característica asociada con mayor frecuencia con las simulaciones de carreras.

## Jugabilidad
En comparación con la mayoría de los juegos de carreras de consola de su época, "F-1 Hero" era mucho más difícil. Los circuitos se describieron con precisión con giros cerrados y amplios, por lo que los jugadores debían reducir la velocidad a ciertas velocidades en las curvas, en lugar de la mayoría de los juegos de estilo arcade, lo que permitía a los jugadores hacer giros de manera irreal. También se requirió el cambio de marchas para tres de los autos (y notablemente para 8 de los 9 niveles del juego), y algunos cursos requirieron docenas de cambios de marcha por vuelta. El desgaste de los neumáticos aumentó a medida que avanzaban las carreras, y los jugadores debían hacer pits por neumáticos al menos una vez durante cada carrera para seguir siendo competitivos.
Cuando había varios coches en la pista, el juego no presentaba interacción directa entre vehículos. Todas las máquinas de los competidores se comportaban como un fantasma, y podían ser conducidas "a través" y ocupar el mismo espacio que las demás. Los autos no pudieron hacer girar a otros y no pudieron impedir directamente su progreso.
Casi todas las pantallas de todo el juego presentaban una banda sonora repetida de bucle corto. Sin embargo, a diferencia de la mayoría de los juegos de carreras, no se reproduce música mientras se conduce.
"F-1 Hero" presentaba un calendario de Fórmula 1 de 16 carreras parecido al de 1988. Cada circuito contó con un área de boxes representada por un pilón. En la mayoría de los circuitos, los boxes se ubicaron justo antes de la línea de salida/llegada. En Francia, Inglaterra, España y Australia, los boxes se ubicaron justo después de la línea de salida/llegada.
En la versión norteamericana, se presentaron cuatro máquinas diferentes en el juego. Cada uno tenía un tono único y velocidades máximas ligeramente variables. El Chevy era la máquina dominante en el juego, a pesar de no ser un auto de Fórmula 1. En realidad, se utilizó en la serie CART. Andretti, de hecho, condujo uno en la serie CART entre 1989 y 1991, y la carátula de la caja del juego muestra con precisión el Lola-Chevrolet de 1989 de Andretti.

## Modos de juego

### Grand Prix
El modo Grand Prix de "F-1 Hero" incluía nueve niveles de competencia. Cada uno tuvo un número creciente de rondas, un mayor nivel de dificultad y fue dirigido por un piloto destacado. Para cada nivel, al jugador se le proporcionó un automóvil determinado. Los jugadores pueden guardar y continuar juegos mediante el uso de una contraseña.

#### Calificación
Al ingresar al modo Grand Prix, el jugador registra un nombre y comienza en el nivel 1. Al comienzo de cada carrera, primero se le muestra al jugador un mapa del circuito. En la siguiente pantalla, se muestran al jugador los resultados de la clasificación hasta el momento. Los cinco oponentes informáticos han completado su carrera contrarreloj. Los cuatro primeros componen la parrilla de salida tentativa. El controlador de computadora más lento (el quinto más rápido) no califica. El objetivo de la clasificación es que el jugador se clasifique entre los cuatro primeros y "choque" en la parrilla de salida.
La calificación consta de cinco vueltas cronometradas solo en la pista. Desde un comienzo parado, el jugador tiene cinco vueltas para registrar el mejor tiempo posible de una sola vuelta. El desgaste de los neumáticos influye en las velocidades, y se permite picar los neumáticos en cualquier vuelta. Sin embargo, los segundos transcurridos en el área de boxes se incluyen en el tiempo de vuelta respectivo. Se registra la vuelta más rápida y si se encuentra entre los cuatro clasificados más rápidos, el jugador se clasifica para la carrera. Si el jugador no califica, debe sentarse fuera de la carrera y, en cambio, verla desde la perspectiva del piloto destacado. Al presionar el botón "seleccionar" durante la clasificación, se cancela la sesión. Si el jugador ya había registrado una vuelta lo suficientemente rápido como para calificar para la carrera, no es necesario correr las cinco vueltas.

#### Carrera
La carrera comienza desde estar parado y corre un número específico de vueltas, dependiendo de la longitud del circuito. La mitad superior de la pantalla presenta un mapa del circuito y la posición de los cuatro autos representada por íconos. El desgaste de los neumáticos influye en los tiempos de vuelta, y se requiere una parada en boxes para los neumáticos cerca del punto medio para seguir siendo competitivo. Los jugadores deben competir y no pueden abortar la carrera. Si se da una vuelta a un coche durante la carrera, el jugador solo se puntuará por las vueltas completadas. Es posible girar durante la carrera, pero ningún incidente provoca que un automóvil se salga por completo de la carrera. El combustible tampoco es un factor en el juego.

#### Puntos de campeonato
Al final de cada carrera, se otorgan puntos a los cuatro finalistas (5-3-2-1). Al final del nivel, se declara un campeón. Para avanzar al siguiente nivel, se requiere que el jugador obtenga la mayor cantidad de puntos y sea el campeón del nivel. Si el jugador no obtiene la mayor cantidad de puntos en el nivel, el jugador puede usar la contraseña para volver a la primera carrera del nivel e intentarlo de nuevo. Por sumar la mayor cantidad de puntos en el Nivel 9, el jugador es declarado Campeón del Mundo, gana el juego en general y se muestra una pantalla especial. Si el jugador no ganó el campeonato, el juego termina.

### Práctica
En el modo de práctica, los jugadores podían elegir cualquiera de los dieciséis circuitos y cualquiera de los cuatro coches. La mitad inferior de la pantalla mostraba el aparato de conducción. La mitad superior de la pantalla mostraba un mapa del circuito con el coche del jugador representado por un icono a medida que avanzaba.
Al seleccionar el recorrido, Michael Andretti aparecería en pantalla y daría antecedentes y consejos sobre la conducción del circuito. Las sesiones de práctica fueron de cinco vueltas cada una, con los tiempos transcurridos registrados e informados para cada una de las cinco vueltas al finalizar. Al presionar el botón "select" se canceló la sesión.

### Dos jugadores
En el modo de dos jugadores, los jugadores se enfrentaron en una carrera cara a cara contra otro oponente humano o cualquiera de los oponentes de la computadora del juego. También se podrían elegir dos oponentes de la computadora para competir entre sí. Los jugadores podían elegir cualquiera de los dieciséis campos, y los jugadores podían elegir cualquiera de los cuatro coches. La distancia de la carrera fue elegida por los competidores, que van de una a diez vueltas.
La mitad superior de la pantalla era el aparato de conducción del jugador 1, y la mitad inferior de la pantalla era el aparato de conducción del jugador 2. En lugar de un mapa del circuito, un gráfico en el medio de la pantalla mostraba la longitud de la vuelta y la distancia relativa entre los dos oponentes.

## Michael Andretti's World GP
Este juego era la versión en inglés de Nakajima Satoru F-1 Hero. Fue un videojuego original de Fórmula 1 lanzado en 1988 y fue muy popular en Japón durante esos años. Andretti y Nintendo lanzaron este juego dos años después para una audiencia norteamericana.